# Contuccio Contucci
Archangelo Contuccio di Contucci (Montepulciano, 21 maggio 1688 – Roma, 19 marzo 1768) è stato un archeologo e gesuita italiano.

## Biografia
Successore di Orazio Borgondio nel ruolo di direttore del museo kircheriano, arricchì la collezione del museo con medaglie e cammei. È autore di Musei Kirkeriani in Romano Soc. Jesu Collegio ærea notis illustrata (Roma 1763-65, 2 voll. con 45 tavole), con la descrizione di quarantacinque pezzi di antichità contenuti nel museo. Tradusse in latino l'opera di Francesco Ficoroni sulle maschere degli antichi Romani, correggendola e rielaborandola in più punti, e pubblicandola col titolo: Francisci Ficoronii ... Dissertatio De laruis scenicis, et figuris comicis antiquorum romanorum ex Italica in Latinam linguam versa, Roma 1750. Diede importanti contributi anche alle altre opere dello stesso autore, cioè: Della Bolla d'oro, I Tali, I Piombi Antichi e Le Memorie ritrovate nel territorio della prima, e seconda città di Labico. Per la sua erudizione Contucci suscitò l'ammirazione di molti studiosi europei contemporanei.
L'influenza di Contucci sugli antiquari contemporanei è un argomento poco studiato, anche se è noto che Contucci aprì il museo kircheriano a tutti i cultori di archeologia, ai quali mostrava di persona i reperti, condividendo con loro le sue conoscenze. Coloro che lo conobbero applaudirono la sua preparazione e il suo entusiasmo, e il suo uso di ogni opportunità, compresi gli scavi archeologici, per arricchire la collezione del museo. Winckelmann, pur così severo di solito verso gli archeologi italiani suoi contemporanei, affermò che il solo aver assistito a una conversazione tra Contucci e un altro famoso antiquario romano, Antonio Baldani, contribuì immensamente alla sua formazione. Tuttavia, nella corrispondenza degli antiquari e degli archeologi dilettanti francesi, fieramente anti-gesuiti, Contucci venne dipinto in una luce negativa, fatto che ha indotto gli studiosi a sottovalutare la sua importanza.

## Opere
- (LA) Contuccio Contucci, Musei Kirkeriani in Romano Soc. Jesu Collegio aerea, notis illustrata, vol. 1, Romæ, ex typographia Johannis Zempel, 1763. URL consultato il 21 maggio 2019.
- (LA) Contuccio Contucci, Musei Kirkeriani in Romano Soc. Jesu Collegio aerea, notis illustrata, vol. 2, Romæ, ex typographia Johannis Zempel, 1765. URL consultato il 31 luglio 2019.